# Куртрон
Куртро́н (фр. Courteron) — коммуна во Франции, находится в регионе Шампань — Арденны. Департамент — Об. Входит в состав кантона Мюсси-сюр-Сен. Округ коммуны — Труа.
Код INSEE коммуны — 10111.
Коммуна расположена приблизительно в 185 км к юго-востоку от Парижа, в 105 км южнее Шалон-ан-Шампани, в 45 км к юго-востоку от Труа.

## Население
Население коммуны на 2008 год составляло 121 человек.
| 1962 | 1968 | 1975 | 1982 | 1990 | 1999 | 2008 |
| ---- | ---- | ---- | ---- | ---- | ---- | ---- |
| 143  | 154  | 130  | 149  | 149  | 136  | 121  |

## Экономика
В 2007 году среди 80 человек в трудоспособном возрасте (15-64 лет) 62 были экономически активными, 18 — неактивными (показатель активности — 77,5 %, в 1999 году было 80,5 %). Из 62 активных работали 59 человек (31 мужчина и 28 женщин), безработных было 3 (3 мужчины и 0 женщин). Среди 18 неактивных 10 человек были учениками или студентами, 3 — пенсионерами, 5 были неактивными по другим причинам.